# Coptodera aerata
Coptodera aerata är en skalbaggsart som beskrevs av Pierre François Marie Auguste Dejean. Coptodera aerata ingår i släktet Coptodera och familjen jordlöpare. Inga underarter finns listade i Catalogue of Life.